# الفانسو، ماسووین ویوودشیپ
الفانسو، ماسووین ویوودشیپ (به لاتین: Alfonsów, Masovian Voivodeship) یک منطقهٔ مسکونی در لهستان است که در Gmina Słubice, Masovian Voivodeship واقع شده‌است.